# Курка, Василий Тимофеевич
Васи́лий Тимофе́евич Ку́рка (Ва́ся Ку́рка) (31 мая 1925 — 13 января 1945) — юный воин, доброволец, снайпер, участник Великой Отечественной войны, лейтенант (1944), командир взвода Красной Армии.

## Биография
Родился в 1925 году в селе Любомирка Ольгопольского (с 1966 года — Чечельницкого, с 2020 года — Гайсинского) района Винницкой области УССР в крестьянской семье, украинец.
В 1939 году, после успешного окончания сельской школы-семилетки, 14-летний Вася Курка поступил на зоотехническое отделение Петровского сельскохозяйственного техникума в селе Петровка Одесской области УССР, однако через год оставил учёбу в техникуме, вернулся домой и поступил в Ольгопольскую школу механизации сельского хозяйства, где и застала его война.
В июне 1941 года ученики школы механизации (в том числе и Вася Курка) были мобилизованы Ольгопольским райвоенкоматом Винницкой области «на трудовой фронт» («в трудовые резервы»), эвакуированы в Мариуполь и причислены к школе ФЗО металлургического завода.
В начале октября 1941 года фронт стремительно перемещался на восток и утром 8 октября 1941 года передовые части оккупантов вступили в Мариуполь. В этот же день пешие колонны учеников спешно уходили из города в северо-восточном направлении, одновременно с отступавшими подразделениями 726-го стрелкового полка Красной Армии.
23 октября 1941 года в районе г. Чистяково (Тореза) 16-летний комсомолец Василий Тимофеевич Курка, отставший от школьной колонны и примкнувший к военным, добровольно, через Чистяковский райвоенкомат, был зачислен в 726-й стрелковый полк 395-й стрелковой (шахтерской, будущей Таманской) дивизии, в составе которого прошел славный боевой путь от Тореза до Туапсе, обороняя Донбасс и Северо-Западный Кавказ, и от Туапсе до Сандомира, освобождая Кубань, Тамань, Правобережную Украину и Польшу сначала рядовым бойцом тылового подразделения, затем снайпером-истребителем, командиром стрелкового взвода и инструктором по подготовке снайперов.
В шестнадцатилетнем возрасте Вася Курка выглядел моложе своих лет, был небольшого роста худеньким голубоглазым светловолосым мальчишкой. Однако, отличался упорством, настойчивостью, сообразительностью, умением быстро ориентироваться на местности.

Вася Курка пришел в полк в период ожесточенных боев с немецкими оккупантами за Донецкий бассейн. Ему, малолетнему, не доверили оружия и определили в тыловые подразделения. Он старательно выполнял все работы вплоть до заправки керосиновых ламп, а в апреле месяце 1942 года при организации курсов снайперов, Курка, когда узнал, что на курсах будет преподавать стрелковое дело знатный снайпер орденоносец Максим Брыксин, настоятельно обратился к командованию полка с просьбой о зачислении его курсантом школы снайперов. Просьба его была удовлетворена и началась новая жизнь в полку Васи Курки. Старательно он изучает винтовку, с жадностью впитывает в себя многие боевые эпизоды боевой жизни снайпера Брыксина. К 1 мая 1942 года Вася Курка сдал экзамен на звание «снайпер» на отлично, а 09.05.42 года открыл боевой счет, — уничтожил одного немца.— ЦАМО РФ: Фонд №33, опись №682525, дело №230 (наградной материал)
К сентябрю 1942 года Вася Курка уничтожил 31 оккупанта, в том числе за период обороны на реке Миус — 19. Считался одним из лучших снайперов дивизии. Всего на его боевом счету было 179 уничтоженных солдат и офицеров противника, а также один сбитый самолёт-разведчик.
В начале 1943 года по решению командования был направлен на краткосрочные офицерские курсы и возвратился в полк уже в звании младшего лейтенанта, став командиром стрелкового (снайперского) взвода и инструктором по подготовке снайперов.
Вместе со своими учениками и подчиненными обеспечивал эффективную защиту передовых позиций полка от вражеских снайперов и корректировщиков огня, уничтожал огневые точки противника при подготовке к наступлению.
Как значится в наградном листе к ордену Красной Звезды, за лето 1943 года командир взвода младший лейтенант Василий Тимофеевич Курка подготовил 59 снайперов, которые истребили свыше 600 оккупантов, и почти все они награждены орденами и медалями Советского Союза, а сам он увеличил свой счет до 138 истреблённых оккупантов, из них только в боях за Таманский полуостров — 12.
Все снайперы полка называли себя учениками Василия Курки. Но сам юный снайпер считал себя учеником знаменитого еще по боям 1941—1942 годов снайпера, бывшего шахтёра Брыксина Максима Семёновича.
Благодаря выдержке и смелости Вася Курка стал одним из наиболее результативных советских стрелков. За подвиги и боевые заслуги награждён орденами Красного Знамени (04.11.42 г.) и Красной Звезды (31.10.43 г.), медалью «За оборону Кавказа», Почётной грамотой ЦК ВЛКСМ, именной снайперской винтовкой. Заметки о боевых заслугах Василия Курки и его фотографии в годы войны неоднократно публиковались в армейских и дивизионных газетах «Знамя Родины» и «Красный воин», в газете «Вечерняя Москва».
В 1944 году В. Т. Курка вступил в ряды ВКП(б).
Летом 1944 года, при содействии командования полка, ему удалось навестить семью и родственников в освобожденном селе Любомирка.
12 января 1945 года, на Сандомирском плацдарме, в ходе наступления советских войск, выполняя совместно с разведчиками боевое задание, лейтенант Курка был тяжело ранен противником и 13 января 1945 года умер от ран.
Похоронен в местечке Климонтув (Польша) на братском кладбище советских военнослужащих.

## Память
- В 1975 году в честь Василия Тимофеевича Курки, юного героя Великой Отечественной войны, имя «Вася Курка» получил построенный в Румынии советский морской сухогруз водоизмещением 3,9 тыс. тонн брт, бороздивший в 1976—2011 годах просторы мирового океана (порт приписки — Петропавловск-Камчатский)[~ 8][~ 9][~ 10].
- Именем Васи Курки названы улицы в с. Любомирка и в пгт Чечельник, школа в с. Любомирка.
- Лейтенант Курка Василий Тимофеевич признан Сеймом Республики Польша национальным героем Польши[~ 11].
- В экспозициях музея мемориального комплекса «Миус-фронт» (г. Красный Луч) и музея обороны города Туапсе выставлены фотографии В. Т. Курки и другие материалы о нем[~ 12][~ 13].
- В 1985 году украинским советским издательством «Мыстецтво» (г. Киев) была издана открытка «Вася Курка» из серии «Пионеры-герои» (художник — Юхим Кудь)[~ 14].

## Комментарии
1. ↑  С именем Василия Тимофеевича Курки связан литературный образ легендарного 13-летнего пионера-героя Васи Курки Архивная копия от 28 июня 2016 на Wayback Machine, созданный советскими писателями, вероятно, в результате художественного обобщения биографий троих юных воинов, воевавших в 1941-42гг в составе 395-й стрелковой дивизии — воспитанника штаба дивизии снайпера Жени Суворова, воспитанника 467-й отдельной мото-разведывательной роты разведчика Жени Зелинского и красноармейца 726-го полка снайпера-истребителя Васи Курки.
2. ↑  Восемнадцатая в сражениях за Родину: Боевой путь 18-й армии.- М.: Воениздат, 1982.
3. ↑  Прибывавшие в 1943 году из тыловых снайперских школ в дивизию снайперы (среди которых были и девушки) проходили учебные сборы, на которых опытные снайперы-фронтовики, в том числе командир взвода Василий Курка, делились своим боевым опытом — проводили практические занятия по стрельбе, маскировке, ориентированию на местности, подготавливая их, непосредственно в фронтовых условиях, к выполнению боевых заданий самостоятельно.
4. ↑  ЦАМО РФ. Фонд № 33, опись № 686044, дело № 806 (наградной материал).
5. ↑  Из материалов газеты «Знамя Родины» от 21.01.1944 г. и 07.02.1944 г. о лейтенанте В. Курке. Дата обращения: 19 декабря 2018. Архивировано 19 декабря 2018 года.
6. ↑  Из материалов газеты «Вечерняя Москва» от 01.07.1944г. Дата обращения: 22 февраля 2020. Архивировано 22 февраля 2020 года.
7. ↑  Видеоролик 2015 года «Вася Курка», с фотографиями лейтенанта Курки в кругу семьи летом 1944 года, — см. в «Одноклассниках» (//ok.ru/video/64793520791624-1).
8. ↑  Теплоход «Вася Курка». Дата обращения: 9 мая 2013. Архивировано 13 декабря 2014 года.
9. ↑  Фото: теплоход «Вася Курка»
10. ↑  С 03.03.2011 года судно «Вася Курка» исключено из [[Российский морской регистр судоходства|РМРС]]. Дата обращения: 12 декабря 2014. Архивировано 16 декабря 2014 года.
11. ↑  По данным официального Интернет-представительства Винницкой областной госадминистрации Архивная копия от 26 мая 2017 на Wayback Machine
12. ↑  Фотоальбом «Мемориальный комплекс МИУС-ФРОНТ». Дата обращения: 22 июня 2015. Архивировано 22 июня 2015 года.
13. ↑  Фотография 1942 года: 17-летний снайпер Василий Курка — крайний слева. Дата обращения: 22 февраля 2020. Архивировано 22 февраля 2020 года.
14. ↑  Открытка «Вася Курка» (на украинском языке). Дата обращения: 22 февраля 2020. Архивировано 22 февраля 2020 года.